# Municipio Cuernavaca
Koordinaten: 18° 55′ N, 99° 14′ W
Cuernavaca ist ein Municipio im mexikanischen Bundesstaat Morelos. Sitz der Gemeinde sowie dessen größter Ort ist das gleichnamige Cuernavaca, das zugleich Hauptstadt des Bundesstaates ist. Das Municipio hatte beim Zensus 2010 365.168 Einwohner, die Fläche beläuft sich auf 200,3 km².

## Geographie
Das Municipio Cuernavaca liegt im Nordwesten des Bundesstaates auf einer Höhe von 1100 m bis 3000 m, etwa je zur Hälfte in den physiographischen Provinzen der Sierra Volcánica Transversal und der Sierra Madre del Sur. Es grenzt an die Municipios Huitzilac, Tepoztlán, Jiutepec, Emiliano Zapata, Temixco und Miacatlán sowie an den Bundesstaat México.
Etwa 38 % der Gemeindefläche sind urbanisiert, je etwa 20 % der Fläche stellen Weideland, Wälder bzw. Nutzflächen für den Ackerbau dar.

## Orte
Insgesamt umfasst das Municipio Cuernavaca 65 localidades. Die größten sind:
| Orte                              | Einwohner |
| Cuernavaca                        | 338.650   |
| Fraccionamiento Lomas de Ahuatlán | 008.990   |
| Villa Santiago                    | 003.408   |
| Fraccionamiento Universo          | 001.862   |